# 紫松鼠
紫松鼠（英文：Purple squirrel）是指毛皮呈紫色的松鼠，目前關於這種罕見毛皮顔色的原因尚未确定。

## 目擊歷史
1997年
1997年在明尼蘇達州發現一隻紫松鼠。
2008年
2008年，一隻名爲皮特（Pete）的紫松鼠在英國英格蘭漢普費勒姆迈克罗斯学校被發現，一種理論認爲這是由打印機墨盒染上的顔色。
2012年
2012年，賓夕凡尼亞州澤西海岸發現一隻紫松鼠，《AccuWeather》的新聞記者2012年2月7日報道了此事。這隻松鼠在2012年2月5日被捕獲，于2月7日被釋放回野外。研究者就此事提出幾種理論，比如體内溴化物過多或意外染上紫色顔料等。賓夕凡尼亞州洛克海文大學的克里希·皮萊（Krish Pillai）教授表示這種不正常的毛皮顔色對松鼠而言是危險的。
2016年
2016年5月4日，明尼蘇達州明尼阿波利斯一位居民拍攝到一隻紫松鼠，有理論認爲這是音樂家普林斯·羅傑·尼爾森的粉絲將松鼠染成紫色，他出生于這座城市并在兩周前逝世。